# Diecezja Culiacán
Diecezja Culiacán (łac. Dioecesis Culiacanensis) – diecezja Kościoła rzymskokatolickiego w Meksyku, należąca do archidiecezji Hermosillo.

## Historia
24 maja 1883 roku papież Leon XIII erygował diecezję Sinaloa. Dotychczas wierni z tych terenów należeli do archidiecezji Hermosillo.
22 listopada 1958 roku diecezja utraciła część swego terytorium na rzecz nowo powstałej diecezji Mazatlán.
16 lutego 1959 roku nazwa diecezji została zmieniona na Culiacán.

## Ordynariusze

### Biskupi Sinaloa
- José de Jesús María Uriarte y Pérez (1883 - 1887)
- José María de Jesús Portugal y Serratos OFM (1888 - 1898)
- José Homobono Anaya y Gutiérrez (1898 - 1902)
- Francisco Uranga y Sáenz (1903 - 1919)
- Silviano Carrillo y Cardenas (1920 - 1921)
- Agustín Aguirre y Ramos (1922 - 1944)
- Lino Aguirre Garcia (1944 - 1959)

### Biskupi Culiacán
- Lino Aguirre Garcia (1959 - 1969)
- Luis Rojas Mena (1969 - 1993)
- Benjamín Jiménez Hernández (1993 - 2011)
- Jonás Guerrero Corona (2011-2023)
- Jesús José Herrera Quiñonez (od 2023)